# Lucy Alibar
Lucy Alibar é uma roteirista e dramaturga americana. Como reconhecimento, foi nomeado ao Oscar 2013 na categoria de Melhor Roteiro Adaptado por Beasts of the Southern Wild.